# Andrea Enria

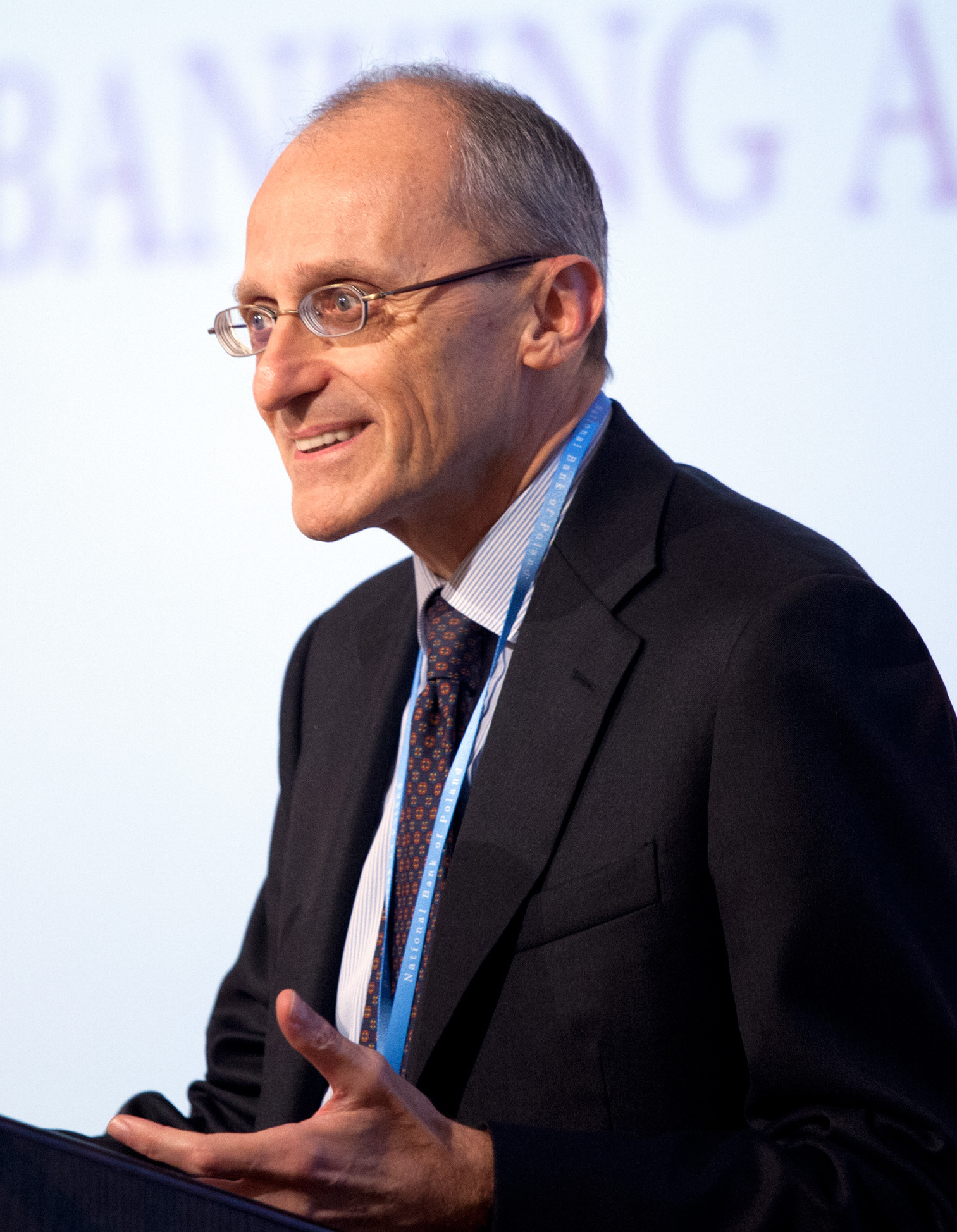
Andrea Enria (2012) in Warschau

Andrea Enria (* 3. Juli 1961) war von 2019 bis 2023 der Vorsitzende des einheitlichen Bankenaufsichtsmechanismus (englisch Single Supervisory Mechanism, SSM) der EZB. Zuvor war er Vorsitzender der Europäischen Bankenaufsichtsbehörde. Vor seiner Berufung an die Spitze dieser Behörde war er von 2008 bis 2010 Chef des Aufsichtsrates der Banca d’Italia.

## Leben
Nach seinem Studium der Wirtschaftswissenschaften in Mailand und Cambridge begann Enria 1988 für die Banca d’Italia zu arbeiten, zuletzt als Senior Economist für die Bewertung und Analyse von systemischen wirtschaftlichen Risiken von Haushalten und Firmen. Von 1999 bis 2004 arbeitete Enria in Frankfurt am Main für die Europäische Zentralbank, wo er bereits mit der Regulierung und Aufsicht über Banken befasst war. Ab August 2008 arbeitete Enria erneut für die Banca d’Italia, bis Februar 2011 war er für Controlling und Compliance der Bank zuständig.
Nach der Schaffung der Europäischen Bankenaufsichtsbehörde zum 1. Januar 2011 wurde Enria im Februar 2011 deren Vorsitzender.
Andrea Enria sprach sich Ende 2013 dafür aus, dass in der Eurozone mehr Banken abgewickelt werden sollten, da aus seiner Sicht die Regierungen auch Banken „im Markt halten“ würden, die nur aufgrund von Zuwendungen der Staaten überleben könnten. Ohne durchgreifenden Erfolg schlug Enria 2018 vor, eine gemeinsame „Auslagerungsstelle“ für Problemkredite der Geschäftsbanken der Eurozone zu schaffen, also eine Art Bad Bank der Eurozone. Nachdem als Folge der COVID-19-Pandemie die Bankenaufsicht der EZB viele Kapitalregeln gelockert hatte und die EU-Kommission es den Regierungen mit Hinweis auf die durch die Pandemie ausgelöste Krise erlaubt hatte, ihre Banken mit Steuergeld zu retten, begann die EZB 2020 damit, Enrias Vorschlag mit der EU-Kommission zu diskutieren.
Am 7. November 2018 nominierte der EZB-Rat Enria für den Posten des obersten Bankenaufsehers der EZB und somit zum Nachfolger für die Französin Danièle Nouy.
Enria spricht Englisch, Französisch und Deutsch.

## Belege
1. 1 2  Curriculum Vitae – Andrea Enria. (pdf) European Banking Authority (EBA), abgerufen am 5. November 2014 (englisch).
2. ↑  EZB: Rat ernennt Andrea Enria zum Vorsitzenden des Aufsichtsgremiums – Consilium. Abgerufen am 18. Januar 2019.
3. ↑  EU-Bankenaufsicht will schwache Institute abwickeln. In: Die Zeit. 18. November 2013, abgerufen am 6. November 2014.
4. ↑  Meike Schreiber, Markus Zydra: EZB dringt offenbar auf eine europäische Bad Bank. Artikel vom 21. April 2020 im Portal sueddeutsche.de, abgerufen am 28. Dezember 2020
5. ↑  FAZ Nr. 260, 8. November 2018, S. 16.

| Personendaten    | Personendaten                                                                   |
| ---------------- | ------------------------------------------------------------------------------- |
| NAME             | Enria, Andrea                                                                   |
| KURZBESCHREIBUNG | italienischer Bankmanager, Vorsitzender der Europäischen Bankenaufsichtsbehörde |
| GEBURTSDATUM     | 3. Juli 1961                                                                    |